# 葛氏林椰
葛氏林椰（学名：Voanioala gerardii），又名長苞椰，是馬達加斯加特有的一種棕櫚科植物。它們受到棲息地被破壞的威脅，現正處於極危狀況，並受到《瀕危野生動植物種國際貿易公約》附錄二的保護。